# Dubai Media City
Dubai Media City (DMC), część Dubai Holding – strefa wolna od podatku wewnątrz Dubaju w Zjednoczonych Emiratach Arabskich. Zostało wybudowane przez rząd Dubaju i stało się regionalnym ośrodkiem dla organizacji medialnych, prasy, usług internetowych, wydawnictwa, radia, reklamowania, produkcji. Został tu wcześniej położony światłowód, aby ułatwić pracę firmom działającym na tym terenie.
Główni radionadawcy znajdujący się w Dubai Media City:
- Reuters
- CNN
- BBC World News
- Voice of America (VoA)
- Showtime Arabia
- Middle East Broadcasting Center – MBC
- Ten Sports – Taj Television Ltd
- ARY Digital Network
- Geo TV